# نايلا طبارة
نايلا طبارة بروفسورة لبنانية متخصصة في العلوم الدينية، وتحمل درجة البكالوريوس والماجستير في التاريخ، وكذلك درجة الدكتوراه في علوم الأديان من الكلية التطبيقية للدراسات العليا (السوربون- باريس ) وجامعة القديس يوسف، وهي مديرة قسم الدراسات في التلاقي الثقافي، منذ 2011، جمعية أديان وكذلك محاضر منذ 2011 في كلية اللاهوت للشرق الأدنى، وقد حازت على جائزة ابن رشد للفكر الحر لعام 2022 مع مع مؤسستها مؤسسة أديان، وقد حصل كتابها “الإسلام بتفكّر امرأة” على ثلاث جوائز. 